# Warne Marsh
Warne Marion Marsh (Los Angeles, 26 oktober 1927 - aldaar, 18 december 1987) was een Amerikaanse jazzsaxofonist uit het cooljazz-tijdperk.

## Biografie

### Jaren 1930 en 1940
Naast pianoles begon Warne Marsh op 10-jarige leeftijd aan de North Hollywood Junior High School altsaxofoon te leren, maar hij wisselde spoedig naar de tenor. Bij schaarse gelegenheden speelde hij ook basklarinet. Op 15-jarige leeftijd werkte hij mee in de succesvolle jeugdband de Hollywood Canteen Kids. Tijdens de Tweede Wereldoorlog hadden de jonge muzikanten veel optredens, ook omdat de volwassen professionele muzikanten vaak werden opgeroepen voor de militaire dienstplicht. Warne Marsh werd tijdens deze concerten vaak geprofileerd als solosaxofonist. In 1944/1945 speelde hij bij de Teen-Agers in een wekelijkse radioshow van Hoagy Carmichael. In augustus 1945 schreef hij zich in aan de University of Southern California. In 1946/1947 vervulde hij zijn tweejarige militaire dienstplicht en werd hij gestationeerd in Virginia en New Jersey. Daar hoorde hij voor de eerste keer van de blinde pianist Lennie Tristano, die woonde en onderwees in New York. Hij nam met hem contact op, kreeg sporadisch onderricht en speelde regelmatig in diens band.
Gedurende vele jaren keerde Marsh terug naar New York om te studeren bij zijn mentor Lennie Tristano. Na beginnende successen in bands met Tristano en andere Tristano-leerlingen, na talrijke concerten en opnamen trok Marsh zich jarenlang terug uit de openbaarheid en oefende en studeerde hij in betrekkelijke afzondering. Pas in 1969, nadat hij al bijna in vergetelheid was geraakt, maakte Marsh opnamen onder zijn eigen naam. In kwartetbezetting ontstond het album Ne Plus Ultra. Hij werd bij een groter publiek bekend met de band Supersax, speelde veel concerten in verschillende bezettingen, toerde door Europa en verbleef langere tijd om te spelen en te onderrichten in Scandinavië, waar zijn spel meer werd gewaardeerd dan in de Verenigde Staten.
In maart 1949 was Marsh voor de eerste keer in de studio met Tristano. De plaat Crosscurrent met Tristano, Lee Konitz, Billy Bauer, Arnold Fishkin en Harold Granowsky stuitte deels op enthousiasme, deels op onbegrip. Nog duidelijker werden de tegenstrijdige meningen, toen kort daarop de opnamen Intuition en Digression verschenen van het Tristano-sextet. Het gaat hierbij grotendeels om nummers in vrije vorm, zonder bepaling van melodie, harmonie en ritme, eigenlijk om de eerste vrije improvisaties (nog voor de later opkomende freejazz).
Tijdens de volgende maanden was Marsh vaak in de studio, ofwel met Tristano of met Lee Konitz als orkestleider. Het repertoire bevatte doorgaans standards met nieuwe melodieën, waaronder Fishin' Around (Fishkin) over de harmonieën van I Never Knew, Marshmallow (Marsh) over Cherokee, Tautology (Konitz) over Idaho en Sound-Lee (weer Konitz) over Too Marvelous for Words. Marsh was bij deze aanvankelijke studio-opnamen weinig te horen als solist. Hij fungeerde als sideman en werd in de kritieken nauwelijks genoemd. Ook toen hij solistisch actiever werd, stond hij vaak in de schaduw van zijn altsaxofooncollega Lee Konitz, die het publiek en de critici meer imponeerde en als minder onderkoeld en in zichzelf gekeerd werd ervaren.

### Jaren 1950
Bij de opnamen kwamen talrijke concerten als o.a. in de New Yorkse club Birdland (direct bij de opening), in het Clique, maar ook tijdens het Newport Jazz Festival en in de Carnegie Hall. Tot 1952 verscheen Warne Marsh uitsluitend in de Tristano-context. Een uitzondering vormde een relatief commerciële productie in april 1951, met Kai Winding en Billy Taylor. Een liveopname uit Toronto van 1952 met het Tristano-kwintet werd pas uitgebracht in 1982. Dat zijn kritieken tot dan toe niet bijzonder geweldig uitvielen, juist in tegenstelling tot de drukbezette en hooggeprezen Lee Konitz, lag zeker deels aan het zeer terughoudende karakter van Marsh. Hij werd als onwaarschijnlijk schuchter beschreven, sprak zich schijnbaar zelden uit, en indien wel met een paar laconieke woorden. Deels stuitte zijn rustige spel met de kenmerkende verslepingen ook op onbegrip. Daarna bracht hij enkele jaren door in afzondering.
Ondanks zijn relatieve afzondering verscheen Warne Marsh in het tijdschrift Metronome van 1951 tot 1953 onder de saxofonisten van het jaar desondanks op de vierde plaats, achter Flip Phillips, Lester Young en Stan Getz. Niettemin kregen andere Tristano-leerlingen in de regel meer pers en aandacht. In 1955 had Marsh zich zover teruggetrokken, dat een lezersbrief in Metronoom zelfs bijna bezorgdheid uitdrukte. Velen leidden Marsh' afzondering terug op Lennie Tristano's sterke, anticommerciële invloed.
In juni 1955 brak Marsh dankzij Lee Konitz zijn zwijgen en maakte hij met zijn langjarige collega een van zijn belangrijkste opnamen voor de plaat Lee Konitz With Warne Marsh. De band formeerde zich weer hoofdzakelijk met Tristano-aanhangers met de pianist Sal Mosca en de gitarist Billy Bauer. Eigenaardig genoeg waren de drums en de bas bezet met Kenny Clarke en Oscar Pettiford, die voorheen niet in verband werden gebracht met Tristano. Ook werd tegen de Tristano-gewoonten een blues opgenomen. Het album telt tegenwoordig als een klassieker van de cooljazz. De uitstekende en iets ongewoon bezette ritmesectie spoorde de muzikanten aan tot intensief samenspel en improvisatie, dat in tegenstelling tot vroegere opnamen als warmer werden ondervonden. Als relatieve noviteit bevonden zich op de plaat nummers, waarin Marsh en Konitz collectief improviseerden en hun geschoolde vaardigheden met betrekking tot intuïtie en contrapunt duidelijk werden. De plaat, die bij een deel van het publiek en de critici waarderend werd opgenomen, verwekte bij anderen weliswaar een misverstand: Konitz en Marsh begonnen het Charlie Parker-nummer Donna Lee een maatslag eerder, vervolgden de melodie vertraagd, tot ze na de laatste phrase door twee ingevoegde extra achtste maten weer gelijk eindigden. Deze misleidende, bewuste variatie werd deels als fout, als 'verspeler' door onkunde van de muzikanten fout geïnterpreteerd.
In augustus 1955 beëindigde Marsh zijn studies bij Tristano en verhuisde hij weer naar Los Angeles. Hij speelde diverse concerten met Lee Konitz in Hollywood en trad nu en dan op in trio met de bassist Leroy Vinnegar en de variërende drummers Shelly Manne en Frank Butler. Bovendien werkte hij in kwintet met de tenorsaxofonist Ted Brown, de pianist Ronnie Ball, de bassist Ben Tucker en de drummer Jeff Morton. Er werd verteld dat Marsh zelfbewuster en meer in de voorgrond te horen was als in samenhang met Tristano. Hij kreeg ook voor de eerste keer goede en met achting omgeven kritieken, die in tegenstelling tot zijn tijd in New York hemzelf als muzikant hoogachtten in plaats van als leerling van Tristano of als collega van Lee Koniz.
In oktober 1956 nam Marsh met het kwintet onder zijn naam de plaat Jazz of Two Cities op. Met de naam zinspeelde hij op zijn woonplaatsen New York (als stad van de belangrijkste invloeden en indrukken) en Los Angeles (als zijn geboortestad en de persoonlijke ontwikkeling). De criticus Nat Hentoff beschreef het spel van de beide saxofonisten als zeer ideeënrijk, gevoelig, vloeiend en technisch vakkundig. Lennie Tristano prees het album als een van de meest originele met betrekking tot swing, improvisatie en invalsvermogen. Warne Marsh zelf was eigenlijk ontevreden, omdat de producenten de opnamen niet volgens zijn plan bewerkten en niet naar zijn toestemming hadden gevraagd. Ook kort daarna, tijdens een verdere studio-opname, verliep niet alles naar zijn wens. De opnamen werden samen met die van andere bands als dubbel-cd uitgebracht als Modern Jazz Gallery en als samenstelling van belangrijke voorbeelden van de Westcoast-jazz op de markt gebracht. De kritieken waren desondanks zeer goed, alhoewel Marsh als solist nauwelijks werd vermeld. En weer werd het innovatieve, vloeiende spel en de technische vaardigheden van de band geprezen, maar ook de warmte en kracht, die van de veeleer aanmatigende Tristano-stijl minder bekend was.
In november 1956 ging Marsh met de altsaxofonist Art Pepper in de studio. De opnamen werden pas in 1972 uitgebracht op de plaat The Way It Was!. Deze kreeg bij het tijdschrift DownBeat de hoogste waardering. In 1957 volgde een verdere studio-opname, deze keer met de beide saxofonisten Ted Brown en Art Pepper, die in 1958 verscheen als Free Wheeling. Na deze laatste opname van het kwintet speelde de formatie nog enkele concerten en werd daarna ontbonden, enerzijds omdat Marsh niet consequent de leiding overnam en hij zich bij de organisatie zeer passief opstelde en anderzijds wegens verschillende irritaties binnen de band.
Vervolgens speelde hij in New York regelmatig in de nieuw geopende club Half Note, meestal samen met Lennie Tristano en nu en dan ook met Lee Konitz, terwijl de bezetting van drummer en bassist wisselde. In september 1958 werden de drie begeleid door Paul Motian en Henry Grimes (radio-opname). In februari 1959 ontstonden opnieuw liveopnamen in de Half Note, weer met Lee Konitz en kort daarna een verdere studioproductie. Warne Marsh speelde als sideman bij Lee Konitz Meets Jimmy Giuffre, een project met saxofoon- en ritmesectie (waaronder Bill Evans aan de piano).

### Jaren 1960
Weliswaar was er tijdens deze periode een kleine kring fans, die hem bewondering en achting betuigden, maar er waren nauwelijks mogelijkheden tot optreden, uitgezonderd van de nu en dan voorkomende concerten met Tristano. Marsh keerde terug naar Californië, waar hij door de financiële steun van zijn moeder gunstiger kon leven. Hij bracht daar ongeveer negen jaar relatief teruggetrokken door. Hij speelde nu en dan bij sessies, concentreerde zich verder op schaken en scrabble, gaf saxofoononderricht en nam sporadisch bijbaantjes aan. Een kort tussentijds verblijf in New York had optredens met Tristano en Konitz en Sonny Dallas aan de bas en Nick Stabulas aan de drums tot gevolg. In 1965 werd het kwintet met Tristano, Konitz und Marsh definitief ontbonden, o.a. omdat Konitz in verschillende situaties te hoge financiële eisen stelde en uiteindelijk zijn eigen weg ging. In 1966 speelde ook Warne Marsh zijn laatste verbintenis met zijn mentor.
In 1968 nam hij in Los Angeles met de Clare Fischer Big Band het album Thesaurus op. In 1969 volgde de opname van de succesvolle plaat Ne Plus Ultra met altsaxofonist Gary Foster, bassist Dave Parlato en drummer John Tirabasso. Marsh werd door een criticus als een van de grootste tenoristen van zijn tijd geprezen. De band speelde concerten in San Francisco, Pasadena, San Fernando Valley en Glendale.

### Jaren 1970 en 1980
In 1972 werkte Marsh eerst mee als vervanger, daarna als vast lid in de band Supersax, waarin Charlie Parker-soli werden gearrangeerd en opgevoerd voor saxofoonsectie plus trompet, piano en drums. De band kreeg grote aandacht en veel verbintenissen, tournees door Canada, Europa en Japan volgden. Voor de plaat Supersax Plays Bird werd de band in 1974 onderscheiden met een Grammy Award voor de «Best Jazz Performance». Door het succes met Supersax kwam Marsh weer meer in de openbaarheid, zodat hij zich ook spoedig intensiever op zijn eigen projecten kon concentreren.
In 1975 toerde hij door Denemarken, Zweden en Noorwegen, waar vaak een breed publiek was voor de Tristano-gekenmerkte muzikanten. Van de talrijke concerten (o.a. ook met de bekende Deense bassist Niels-Henning Ørsted Pedersen) bestaan deels opnamen. Terug in de Verenigde Staten ontstonden verdere platen. Warne Marsh gaf concerten met Lee Konitz in Chicago en Edmonton. In 1977 ontstond een van zijn bekendste studio-opnamen, de lp Warne Out met de bassist Jim Hughart en de drummer Nick Ceroli.
In 1978 en 1979 toerde Marsh met bassist Red Mitchell door Scandinavië. In 1980 namen beiden samen met de Noorse zangeres Karin Krog de lp I Remember You op. Warne Marsh beleefde nu de periode met zijn meeste verplichtingen. Er volgden veel verdere concerten en studioproducties in Scandinavië, waaronder opnamen met het Kenny Drew Trio. Uitgezonderd zijn opgewekte optredens gaf Marsh cursussen, workshops en gaf hij voordrachten op scholen. In New York speelde hij verder vaak met Tristano-leerlingen en –aanhangers. Tijdens de jaren 1980 ontstonden nog de succesvolle Criss Cross Jazz-albums Star Highs (1982) (met Hank Jones, George Mraz en Mel Lewis), A Ballad Album (1983) en Blues for a Reason (1984) met Chet Baker.

## Muzikale invloeden
Als vroege muzikale invloeden voor Marsh telden Coleman Hawkins en Ben Webster, later vooral Lester Young en natuurlijk Lennie Tristano. Marsh trof zijn mentor tot aan diens overlijden in 1978 regelmatig voor concerten, opnamen en studies. Hij vervulde meestal precies zijn voorkeuren en hij volgde zijn muzikale opvattingen, onthield zich vaak van zijn eigen plannen en verspeelde kansen, die door Tristano werden afgekeurd en als commercieel werden afgedaan. Pas jaren later verwoordde Marsh, dat hij zich bewust was van de overmatig sterke invloed van Tristano en deze probeerde te doorbreken. Onder aanmoediging van Tristano hield Marsh zich ook bezig met Johann Sebastian Bach, Béla Bartók, Arnold Schönberg en Paul Hindemith.

## Privéleven  en overlijden
Uit het huwelijk (1964) met Geraldine Elmore werden zijn twee zoons Casey en Jason geboren.
Na een eerste hartinfarct adviseerden de artsen hem tevergeefs om af te zien van drugs en alcohol en vooral ook het saxofoonspel te beëindigen. In december 1987 overleed Warne Marsh op 60-jarige leeftijd tijdens een optreden in Donte's Jazzclub in North Hollywood na een tweede hartinfarct, terwijl hij Out Of Nowhere ten gehore bracht.

## Discografie
Onder eigen naam
- 1956: Jazz of Two Cities (Imperial Records); in stereo onder de titel: Winds of Marsh
- 1957: Music for Prancing (Mode Records)
- 1970: Ne Plus Ultra (Revelation Records)
- 2014: The Unissued 1975 Copenhagen Studio Recordings
- met Lee Konitz:
  - 1955: Lee Konitz With Warne Marsh (Atlantic Records)
  - 1975: Live at the Montmartre Club (Storyville Records)
- 1977: Warne Out (Interplay Records)

als sideman
- 1949, 1982: Lennie Tristano: Crosscurrents (Capitol Records, 1949); Live in Toronto 1952 (Jazz Records, 1982)
- 1954: Kai Winding, Tony Fruscella, Sam Most u. a.: Bebop Revisited, Vol. 3, 1951–53 (Xanadu Records)
- 1956, 1972: Art Pepper: The Way It Was! (Contemporary Records, 1972)
- 1956: Ted Brown: Free Wheeling (Vanguard Records)
- 1959, 1956: Lee Konitz: Lee Konitz Meets Jimmy Giuffre (Verve Records); Live at the Half Note (Verve Records, 1994)
- 1969: Clare Fischer Big Band: Thesaurus (Atlantic Records)
- 1973: Supersax: Supersax Plays Bird (Capitol Records)

Compilatie
- 1997: The Complete Atlantic Recordings of Lennie Tristano, Lee Konitz & Warne Marsh (1955-58) – (Mosaic) – 10 lp's en 6 cd's – Lennie Tristano met Lee Konitz, Gene Ramey, Art Taylor, Peter Ind, Jeff Morton – Lee Konitz met Sal Mosca, Peter Ind, Dick Scott, Billy Bauer, Arnold Fishkind, Jimmy Rowles, Leroy Vinnegar, Shelly Manne, Don Ferrara – Lee Konitz & Warne Marsh met Sal Mosca, Billy Bauer, Oscar Pettiford, Kenny Clarke, Ronnie Ball – Warne Marsh met Ronnie Ball, Paul Chambers, Philly Joe Jones, Paul Motian